# پرتاب وزنه

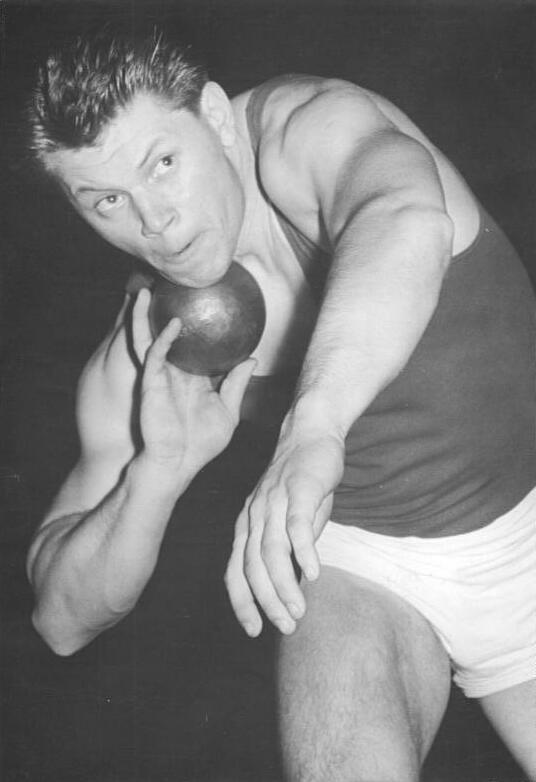
نمونه‌ای از پرتاب وزنه توسط ورزشکار اهل چکسلواکی در مسابقات دو و میدانی آلمانی شرقی ۱۹۵۷

پرتاب وزنه از شاخه‌های ورزش پایه دو و میدانی است. پرتاب‌کننده در وسط دایره‌ای به قطر ۲۱۳ سانتی‌متر قرار می‌گیرد که به وسیله باند آهنی یا چوبی محصور شده‌است، یک گوی آهنی به وزن ۷٫۲۶۰ گرم برای مردان و نصف همین وزن برای زنان را با یک دست در بالای شانه می‌گیرد و بی‌آنکه پا را از دایره پرتاب بیرون بگذارد، وزنه را با تمام قدرت پرتاب می‌کند.

## وزنه
جنس وزنه معمولاً آهن خالص، برنج یا هر فلز سخت‌تر از برنج می‌باشد یا از پوسته‌ای از فلزات نامبرده که درون آن با سرب یا سایر فلزات پر شده باشد استفاده شود. وزن وزنه در مردان ۷/۲۵۷ کیلوگرم و در زنان ۴ کیلوگرم است. وزنه باید به شکل کروی ساخته شده و سطح آن کاملاً صاف باشد. حداکثر قطر آن در مردان ۱۳۰ میلی‌متر و حداقل آن ۱۱۰ میلی‌متر است در حالی که حداکثر قطر وزنه در زنان ۱۱۰ میلی‌متر و حداقل آن ۹۵ میلی‌متر است.

## قوانین

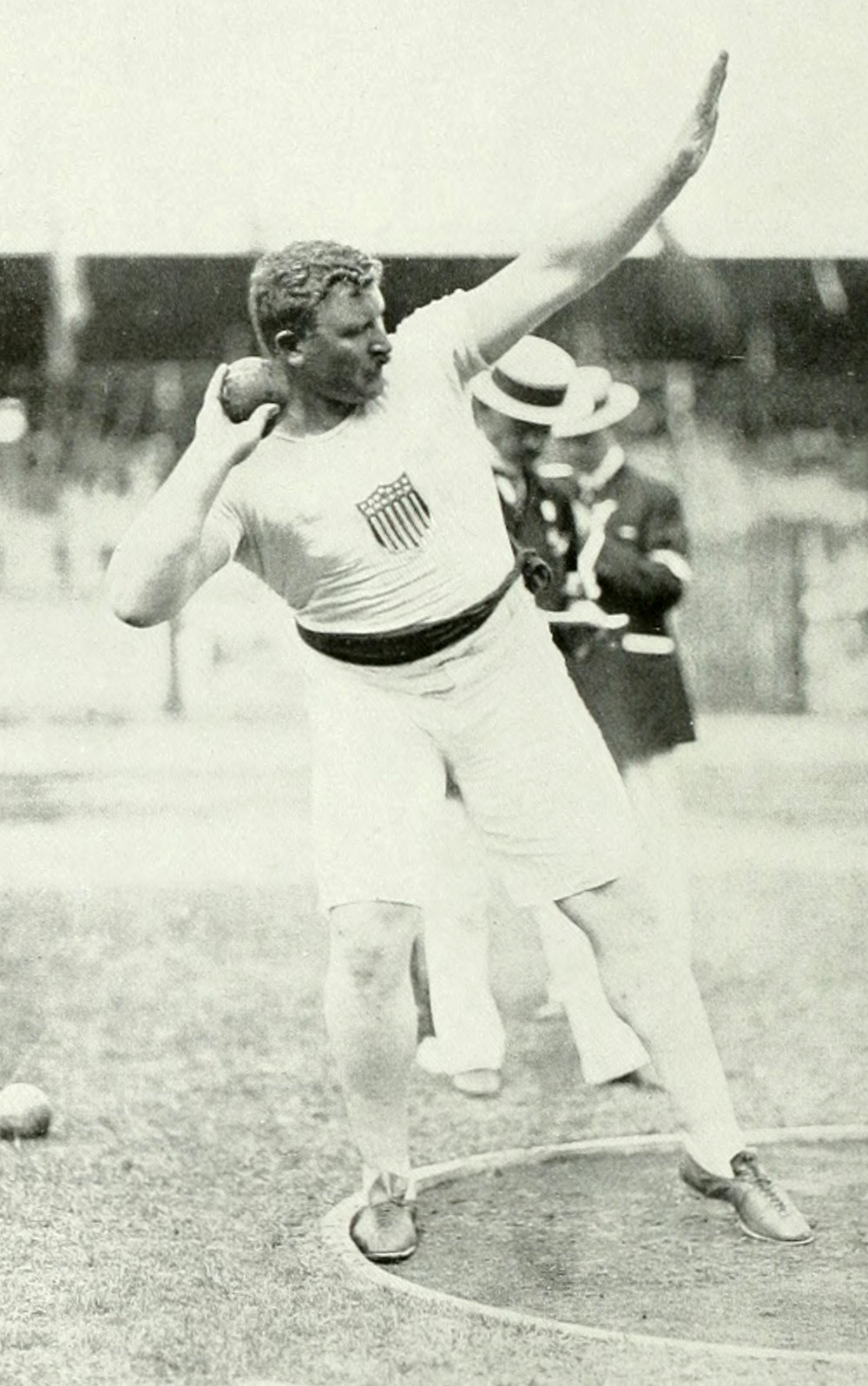
پاتریک مک دونالد در المپیک تابستانه ۱۹۱۲

هنگامی که بیش از ۸ شرکت‌کننده حضور داشته باشد به هر شرکت‌کننده اجازه ۳ پرتاب داده خواهد شد و به ۸ نفر از آن‌ها که بهترین نتیجه را به دست آورند اجازه ۳ پرتاب دیگر به آن‌ها داده خواهد شد. چنانچه در مورد نفر هشتم نتیجه مساوی به دست آید به پرتاب کننده‌های مذکور اجازه ۳ پرتاب اضافی داده می‌شود. اگر تعداد ورزشکاران کمتر از ۸ نفر باشد و شرکت‌کننده اجاره اجرای ۶ پرتاب را خواهد داشت.
اما اگر قسمتی از بدن پرتاب‌کننده با قسمت بالایی تخته و قوس پرتاب و زمین خارج از آن تماس یابد مرتکب خطا شده و رکوردی به حساب آورده نمی‌شود. ورزشکار تا زمانی که وزنه‌اش به زمین نرسیده نباید دایره را ترک کند. برای خارج شدن از دایره پرتاب، پرتاب‌کننده باید از نیمه عقبی دایره خارج شود. زاویه مجاز پرتاب (قطاع پرتاب) ۴۰ درجه‌است. قطر دایره پرتاب ۱۳۵/۲ متر می‌باشد. وزنه باید از شانه ورزشکار و فقط با یک دست پرتاب شود و وزنه نباید به پشت خط شانه‌ها برده شود.
در لحظه‌ای که ورزشکار برای شروع پرتاب حالت آمادگی به خود بگیرد وزنه باید در کنار چاله او و مماس با چانه قرار داشته باشد و دست نباید در اثنای عمل پرتاب از این حالت پایین‌تر قرار داشته باشد.

## رکوردهای جهانی
رکوردداران پرتاب وزنه:
| Type    | ورزشکار            | مسافت                        | محل برگزاری                | تاریخ           |
| مردان   | مردان              | مردان                        | مردان                      | مردان           |
| ------- | ------------------ | ---------------------------- | -------------------------- | --------------- |
| Outdoor | رندی بارنز         | ۲۳٫۱۲ متر (۷۵ فوت ۱۰٫۲ اینچ) | وست وود کالیفرنیا، آمریکا  | مه ۲۰، ۱۹۹۰     |
| Indoor  | رندی بارنز         | ۲۲٫۶۶ متر (۷۴ فوت ۴٫۱ اینچ)  | لس آنجلس کالیفرنیا، آمریکا | ژانویه ۲۰، ۱۹۸۹ |
| زنان    |                    |                              |                            |                 |
| Outdoor | ناتالیا لیزوفسکایا | ۲۲٫۶۳ متر (۷۴ فوت ۲٫۹ اینچ)  | مسکو، شوروی سابق           | ژوئن ۷، ۱۹۸۷    |
| Indoor  | هلنا فیبین گروا    | ۲۲٫۵۰ متر (۷۳ فوت ۹٫۸ اینچ)  | ژابولانک، چک               | فوریه ۱۹، ۱۹۷۷  |

## رکوردهای قاره‌ای
| قاره                                  | مردان      | مردان                        | مردان               | زنان       | زنان               | زنان               |
| قاره                                  | مسافت      | ورزشکار                      | ملیت                | مسافت      | ورزشکار            | ملیت               |
| ------------------------------------- | ---------- | ---------------------------- | ------------------- | ---------- | ------------------ | ------------------ |
| آفریقا                                | 21.97 m    | Janus Robberts               | آفریقای جنوبی       | 18.35 m    | Vivian Chukwuemeka | نیجریه             |
| آسیا                                  | 21.13 m    | Sultan Abdulmajeed Al-Hebshi | عربستان سعودی       | 21.76 m    | Meisu Li           | چین                |
| اروپا                                 | 23.06 m    | اولف تیمرمان                 | آلمان شرقی          | 22.63 m WR | Natalya Lisovskaya | اتحاد جماهیر شوروی |
| امریکای شمالی و مرکزی و دریای کارائیب | 23.12 m WR | رندی بارنز                   | ایالات متحده آمریکا | 20.96 m[A] | Belsy Laza         | کوبا               |
| اقیانوسیه                             | 21.26 m    | Scott Martin                 | استرالیا            | 21.24 m    | والری آدامز        | نیوزیلند           |
| آمریکای جنوبی                         | 21.13 m    | Marco Antonio Verni          | شیلی                | 19.30 m[A] | Elisângela Adriano | برزیل              |

### مردان
| Mark  | ورزشکار           | ملیت                | محل برگزاری | تاریخ          |
| ----- | ----------------- | ------------------- | ----------- | -------------- |
| ۲۳٫۱۲ | رندی بارنز        | ایالات متحده آمریکا | اوکلاهاما   | مه ۲۰، ۱۹۹۰    |
| ۲۳٫۰۶ | اولف تیمرمان      | آلمان شرقی          | خانیا       | مه ۲۲، ۱۹۸۸    |
| ۲۲٫۹۱ | Alessandro Andrei | ایتالیا             | ویارجیو     | آگوست ۱۲، ۱۹۸۷ |
| ۲۲٫۸۶ | Brian Oldfield    | ایالات متحده آمریکا | اِل پاسو     | مه ۱۰، ۱۹۷۵    |
| ۲۲٫۷۵ | eWerner Günthör   | سوئیس               | برن         | آگوست ۲۳، ۱۹۸۸ |
| ۲۲٫۶۷ | Kevin Toth        | ایالات متحده آمریکا | لارنس       | آوریل ۱۹، ۲۰۰۳ |
| ۲۲٫۶۴ | Udo Beyer         | آلمان شرقی          | برلین       | آگوست ۲۰، ۱۹۸۶ |
| ۲۲٫۵۴ | کریستیان کانتول   | ایالات متحده آمریکا | گرشام       | ژوئن ۵، ۲۰۰۴   |
| ۲۲٫۵۲ | John Brenner      | ایالات متحده آمریکا | والنات      | آوریل ۲۶، ۱۹۸۷ |
| ۲۲٫۵۱ | ادام نلسن         | ایالات متحده آمریکا | گرشام       | مه ۱۸، ۲۰۰۲    |

### زنان
| Mark  | Athlete            | Nationality        | Venue      | Date           |
| ----- | ------------------ | ------------------ | ---------- | -------------- |
| ۲۲٫۶۳ | Natalya Lisovskaya | اتحاد جماهیر شوروی | مسکو       | ژوئن ۷، ۱۹۸۷   |
| ۲۲٫۴۵ | Ilona Briesenick   | آلمان شرقی         | پست دام    | مه ۱۱، ۱۹۸۰    |
| ۲۲٫۳۲ | Helena Fibingerová | چکسلواکی           | نیترا      | آگوست ۲۰، ۱۹۷۷ |
| ۲۲٫۱۹ | Claudia Losch      | آلمان غربی         | هینفلد     | آگوست ۲۳، ۱۹۸۷ |
| ۲۱٫۸۹ | Ivanka Khristova   | بلغارستان          | بلکمن      | ژوئیه ۴، ۱۹۷۶  |
| ۲۱٫۸۶ | Marianne Adam      | آلمان شرقی         | لایپزیک    | ژوئن ۲۳، ۱۹۷۹  |
| ۲۱٫۷۶ | Li Meisu           | چین                | شیجی جوانگ | آوریل ۲۳، ۱۹۸۸ |
| ۲۱٫۷۳ | Natalya Akhrimenko | اتحاد جماهیر شوروی | لسلیدز     | مه ۲۱، ۱۹۸۸    |
| ۲۱٫۶۹ | Vita Pavlysh       | اوکراین            | بوداپست    | آگوست ۱۵، ۱۹۹۸ |
| ۲۱٫۶۶ | Sui Xinmei         | چین                | بیجین      | ژوئن ۹، ۱۹۹۰   |

## برندگان مدال

### برندگان بازیهای جهانی

#### مردان
| سال  | Or                                        | Argent                            | Bronze                                    |
| ۱۹۸۳ | Edward Sarul ( لهستان)                    | اولف تیمرمان ( آلمان شرقی)        | Remigius Machura ( چکسلواکی)              |
| ۱۹۸۷ | Werner Günthör ( سوئیس)                   | Alessandro Andrei ( ایتالیا)      | John Brenner ( ایالات متحده آمریکا)       |
| ۱۹۹۱ | Werner Günthör ( سوئیس)                   | Lars Arvid Nilsen ( نروژ)         | Alexander Klimenko ( اتحاد جماهیر شوروی)  |
| ۱۹۹۳ | Werner Günthör ( سوئیس)                   | رندی بارنز ( ایالات متحده آمریکا) | Oleksandr Bagach ( اوکراین)               |
| ۱۹۹۵ | John Godina ( ایالات متحده آمریکا)        | Mika Halvari ( فنلاند)            | رندی بارنز ( ایالات متحده آمریکا)         |
| ۱۹۹۷ | John Godina ( ایالات متحده آمریکا)        | Oliver-Sven Buder ( آلمان)        | Cottrell J. Hunter ( ایالات متحده آمریکا) |
| ۱۹۹۹ | Cottrell J. Hunter ( ایالات متحده آمریکا) | Oliver-Sven Buder ( آلمان)        | Oleksandr Bagach ( اوکراین)               |
| ۲۰۰۱ | John Godina ( ایالات متحده آمریکا)        | ادام نلسن ( ایالات متحده آمریکا)  | Arsi Harju ( فنلاند)                      |
| ۲۰۰۳ | Andrei Mikhnevich ( بلاروس)               | ادام نلسن ( ایالات متحده آمریکا)  | Yuriy Bilonoh ( اوکراین)                  |
| ۲۰۰۵ | ادام نلسن ( ایالات متحده آمریکا)          | Rutger Smith ( هلند)              | Ralf Bartels ( آلمان)                     |
| ۲۰۰۷ | ریس هوفا ( ایالات متحده آمریکا)           | ادام نلسن ( ایالات متحده آمریکا)  | Andrei Mikhnevich ( بلاروس)               |
| ۲۰۰۹ | کریستیان کانتول ( ایالات متحده آمریکا)    | توماش مایفسکی ( لهستان)           | Ralf Bartels ( آلمان)                     |

#### زنان
| سال  | Or                                       | Argent                                   | Bronze                                    |
| ۱۹۸۳ | Helena Fibingerová ( چکسلواکی)           | Helma Knorscheidt ( آلمان شرقی)          | Ilona Slupianek ( آلمان شرقی)             |
| ۱۹۸۷ | Natalya Lisovskaya ( اتحاد جماهیر شوروی) | Kathrin Neimke ( آلمان شرقی)             | Ines Müller ( آلمان شرقی)                 |
| ۱۹۹۱ | Huang Zhihong ( چین)                     | Natalya Lisovskaya ( اتحاد جماهیر شوروی) | Svetlana Krivelyova ( اتحاد جماهیر شوروی) |
| ۱۹۹۳ | Huang Zhihong ( چین)                     | Svetlana Krivelyova ( روسیه)             | Kathrin Neimke ( آلمان)                   |
| ۱۹۹۵ | Astrid Kumbernuss ( آلمان)               | Huang Zhihong ( چین)                     | Svetla Mitkova ( بلغارستان)               |
| ۱۹۹۷ | Astrid Kumbernuss ( آلمان)               | Vita Pavlysh ( اوکراین)                  | Stephanie Storp ( آلمان)                  |
| ۱۹۹۹ | Astrid Kumbernuss ( آلمان)               | Nadine Kleinert ( آلمان)                 | Svetlana Krivelyova ( روسیه)              |
| ۲۰۰۱ | Yanina Karolchyk-Pravalinskaya ( بلاروس) | Nadine Kleinert ( آلمان)                 | Vita Pavlysh ( اوکراین)                   |
| ۲۰۰۳ | Svetlana Krivelyova ( روسیه)             | Nadzeya Astapchuk ( بلاروس)              | Vita Pavlysh ( اوکراین)                   |
| ۲۰۰۵ | Nadzeya Astapchuk ( بلاروس)              | Olga Ryabinkina ( روسیه)                 | والری آدامز ( نیوزیلند)                   |
| ۲۰۰۷ | والری آدامز ( نیوزیلند)                  | Nadzeya Astapchuk ( بلاروس)              | Nadine Kleinert ( آلمان)                  |
| ۲۰۰۹ | والری آدامز ( نیوزیلند)                  | Nadine Kleinert ( آلمان)                 | Gong Lijiao ( چین)                        |

## بهترین عملکرد سالانه

### مردان
| Year | Distance | Athlete             | Place                |
| ---- | -------- | ------------------- | -------------------- |
| ۱۹۶۴ | ۲۰٫۶۸    | دالاس لانگ          | لس‌آنجلس              |
| ۱۹۶۵ | ۲۱٫۵۲    | رندی متسون          | کالج استیشن، تگزاس   |
| ۱۹۶۶ | ۲۱٫۰۹    | رندی متسون          | لس‌آنجلس              |
| ۱۹۶۷ | ۲۱٫۷۸    | رندی متسون          | کالج استیشن، تگزاس   |
| ۱۹۶۸ | ۲۱٫۳۰    | رندی متسون          | Walnut               |
| ۱۹۶۹ | ۲۰٫۶۴    | هانس پیتر گیس       | Eugene بوداپست       |
| ۱۹۷۰ | ۲۱٫۷۵    | رندی متسون          | Berkeley             |
| ۱۹۷۱ | ۲۱٫۱۲    | هانس یوآخیم روتنبرگ | مسکو                 |
| ۱۹۷۲ | ۲۱٫۵۴    | هارتموت برزنیک      | پوتسدام              |
| ۱۹۷۳ | ۲۱٫۸۲    | آل فئورباخ          | San Jose             |
| ۱۹۷۴ | ۲۱٫۷۰    | الکساندر بریشینکوف  | مسکو                 |
| ۱۹۷۵ | ۲۲٫۸۶    | برایان اولد فیلد    | ال پاسو              |
| ۱۹۷۶ | ۲۲٫۴۵    | برایان اولدفیلد     | ال پاسو              |
| ۱۹۷۷ | ۲۱٫۷۴    | ادو بایر            | دوسلدورف             |
| ۱۹۷۸ | ۲۲٫۱۵    | ادو بایر            | گوتنبورگ             |
| ۱۹۷۹ | ۲۱٫۷۴    | ادو بایر            | لینتس                |
| ۱۹۸۰ | ۲۱٫۹۸    | ادو بایر            | ارفورت               |
| ۱۹۸۱ | ۲۲٫۰۲    | برایان اولدفیلد     | مودستو، کالیفرنیا    |
| ۱۹۸۲ | ۲۲٫۰۲    | دیو لات             | کوبلنتس              |
| ۱۹۸۳ | ۲۲٫۲۲    | اودو بایر           | لس‌آنجلس              |
| ۱۹۸۴ | ۲۲٫۱۹    | برایان اولدفیلد     | San Jose             |
| ۱۹۸۵ | ۲۲٫۶۲    | اولف تیمرمان        | برلین                |
| ۱۹۸۶ | ۲۲٫۶۴    | اودو بایر           | برلین                |
| ۱۹۸۷ | ۲۲٫۹۱    | آلساندرو آندری      | ویارجو               |
| ۱۹۸۸ | ۲۳٫۰۶    | اولف تیمرمان        | خانیا                |
| ۱۹۸۹ | ۲۲٫۱۹    | اولف تیمرمان        | برلین                |
| ۱۹۹۰ | ۲۳٫۱۲    | رندی بارنز          | Westwood             |
| ۱۹۹۱ | ۲۲٫۰۳    | ورنر گانسور         | اسلو                 |
| ۱۹۹۲ | ۲۱٫۹۸    | گرگ تافرالیز        | لوس گاتوس، کالیفرنیا |
| ۱۹۹۳ | ۲۱٫۹۸    | ورنر گانسور         | لینتس                |
| ۱۹۹۴ | ۲۱٫۰۹    | جیم دوئرینگ         | نیویورک (شهر)        |
| ۱۹۹۵ | ۲۲٫۰۰    | جان گودینا          | ناکسویل              |
| ۱۹۹۶ | ۲۲٫۴۰    | رندی بارنز          | Rüdlingen            |
| ۱۹۹۷ | ۲۲٫۰۳    | رندی بارنز          | ایندیاناپولیس        |
| ۱۹۹۸ | ۲۱٫۷۸    | جان گودینا          | Walnut               |
| ۱۹۹۹ | ۲۲٫۰۲    | جان گودینا          | Eugene               |
| ۲۰۰۰ | ۲۲٫۱۲    | آدام نلسون          | ساکرامنتو            |
| ۲۰۰۱ | ۲۱٫۹۷    | جوناس روبرتز        | Eugene               |
| ۲۰۰۲ | ۲۲٫۵۱    | آدام نلسون          | Gresham              |
| ۲۰۰۳ | ۲۲٫۶۷    | کوین تاف            | Lawrence             |
| ۲۰۰۴ | ۲۲٫۵۴    | کریستین کنت ول      | Gresham              |
| ۲۰۰۵ | ۲۲٫۲۰    | جان گودینا          | Carson               |
| ۲۰۰۶ | ۲۲٫۴۵    | کریستین کنت ول      | گیتس‌هد               |
| ۲۰۰۷ | ۲۲٫۴۳    | ریز هوفا            | لندن                 |
| ۲۰۰۸ | ۲۲٫۱۲    | آدام نلسون          | منهتن                |
| ۲۰۰۹ | ۲۲٫۱۶    | کریستین کنت ول      | زاگرب                |
| ۲۰۱۰ | ۲۲٫۴۱    | کریستین کنت ول      | Eugene               |
| ۲۰۱۱ | 22.21A   | دیلان ارمسترانگ     | کالگری               |

### زنان
| Year | Distance | Athlete                   | Place             |
| ---- | -------- | ------------------------- | ----------------- |
| ۱۹۶۸ | ۱۹٫۶۱    | مارگیتا گومل              | مکزیکو سیتی       |
| ۱۹۶۹ | ۲۰٫۴۳    | نادژا چیشووا              | آتن               |
| ۱۹۷۰ | ۱۹٫۶۹    | نادژا چیشووا              | ارفورت            |
| ۱۹۷۱ | ۲۰٫۴۳    | نادژا چیشووا              | مسکو              |
| ۱۹۷۲ | ۲۱٫۰۳    | نادژا چیشووا              | مونیخ             |
| ۱۹۷۳ | ۲۱٫۴۵    | نادژا چیشووا              | وارنا             |
| ۱۹۷۴ | ۲۱٫۵۷    | هلنا فیبینگرووا           | زلین              |
| ۱۹۷۵ | ۲۱٫۶۰    | ماریانا ادام              | برلین             |
| ۱۹۷۶ | ۲۱٫۹۹    | هلنا فیبینگرووا           | اوپاوا            |
| ۱۹۷۷ | ۲۲٫۳۲    | هلنا فیبینگرووا           | نیترا             |
| ۱۹۷۸ | ۲۲٫۰۶    | لنا اسلوپیانک             | برلین             |
| ۱۹۷۹ | ۲۲٫۰۴    | لنا اسلوپیانک             | پوتسدام           |
| ۱۹۸۰ | ۲۲٫۴۵    | لنا اسلوپیانک             | پوتسدام           |
| ۱۹۸۱ | ۲۱٫۶۱    | لنا اسلوپیانک             | پوتسدام           |
| ۱۹۸۲ | ۲۱٫۸۰    | لنا اسلوپیانک             | پوتسدام           |
| ۱۹۸۳ | ۲۲٫۴۰    | لنا اسلوپیانک             | برلین             |
| ۱۹۸۴ | ۲۲٫۵۳    | Natalya Lisovskaya (URS)  | سوچی              |
| ۱۹۸۵ | ۲۱٫۷۳    | Natalya Lisovskaya (URS)  | ارفورت            |
| ۱۹۸۶ | ۲۱٫۷۰    | Natalya Lisovskaya (URS)  | تالین             |
| ۱۹۸۷ | ۲۲٫۶۳    | Natalya Lisovskaya (URS)  | مسکو              |
| ۱۹۸۸ | ۲۲٫۵۵    | Natalya Lisovskaya (URS)  | تالین             |
| ۱۹۸۹ | ۲۰٫۸۲    | Li Meisu (CHN)            | پراگ              |
| ۱۹۹۰ | ۲۱٫۶۶    | Sui Xinmei (CHN)          | پکن               |
| ۱۹۹۱ | ۲۱٫۱۲    | Natalya Lisovskaya (URS)  | فرانکفورت آم ماین |
| ۱۹۹۲ | ۲۱٫۰۶    | Svetlana Krivelyova (RUS) | بارسلون           |
| ۱۹۹۳ | ۲۰٫۸۴    | Svetlana Krivelyova (RUS) | مسکو              |
| ۱۹۹۴ | ۲۰٫۵۴    | Sui Xinmei (CHN)          | پکن               |
| ۱۹۹۵ | ۲۱٫۲۲    | Astrid Kumbernuss (GER)   | گوتنبورگ          |
| ۱۹۹۶ | ۲۰٫۹۷    | Astrid Kumbernuss (GER)   | دویسبورگ          |
| ۱۹۹۷ | ۲۱٫۲۲    | Astrid Kumbernuss (GER)   | هامبورگ           |
| ۱۹۹۸ | ۲۱٫۶۹    | Viktoriya Pavlysh (UKR)   | بوداپست           |
| ۱۹۹۹ | ۲۰٫۲۶    | Svetlana Krivelyova (RUS) | Tula              |
| ۲۰۰۰ | ۲۱٫۴۶    | Larisa Peleshenko (RUS)   | مسکو              |
| ۲۰۰۱ | ۲۰٫۷۹    | Larisa Peleshenko (RUS)   | Tula              |
| ۲۰۰۲ | ۲۰٫۶۴    | Irina Korzhanenko (RUS)   | مونیخ             |
| ۲۰۰۳ | ۲۰٫۷۷    | Svetlana Krivelyova (RUS) | Tula              |
| ۲۰۰۴ | ۲۰٫۷۹    | Irina Korzhanenko (RUS)   | Tula              |
| ۲۰۰۵ | ۲۱٫۰۹    | Nadzeya Astapchuk (BLR)   | مینسک             |
| ۲۰۰۶ | ۲۰٫۵۶    | Nadzeya Astapchuk (BLR)   | مینسک             |
| ۲۰۰۷ | ۲۰٫۵۴    | والری آدامز (NZL)         | اوساکا            |
| ۲۰۰۸ | ۲۰٫۹۸    | Nadzeya Astapchuk (BLR)   | مینسک             |
| ۲۰۰۹ | ۲۱٫۰۷    | والری آدامز (NZL)         | سالونیک           |
| ۲۰۱۰ | ۲۰٫۹۵    | Nadzeya Astapchuk (BLR)   | گرودنو            |
| ۲۰۱۱ | ۲۱٫۲۴    | والری آدامز (NZL)         | دائجو             |